# Revolta dos Sobrancelhas Vermelhas
A Revolta dos Sobrancelhas Vermelhas, também conhecida como Revolta Chimei, foi um dos dois principais movimentos de rebelião camponesa contra a Dinastia Xin, sendo a outra, a Revolta de Lulin. Recebeu esse nome porque os rebeldes pintavam as sobrancelhas de vermelho.
Teve início nas regiões que, atualmente, corresponde à Província de Xantum e à a parte norte da Província de Jiangsu. Essa revolta, em conjunto com a Revolta de Lulin, foi fundamental para a queda da Dinastia Xin, permitindo o reestabelecimento da Dinastia Han.
Em um segundo momento, os rebeldes ajudaram a derrubar o Liu Xuan, também conhecido como Imperador Gengshi, para colocar Liu Penzi, outro integrante da Dinastia Han, no poder .
Em um terceiro momento, foram derrotados pelas forças lideradas por Guang Wudi (Liu Xiu), outro integrante da Dinastia Han, que derrubou Liu Penzi.

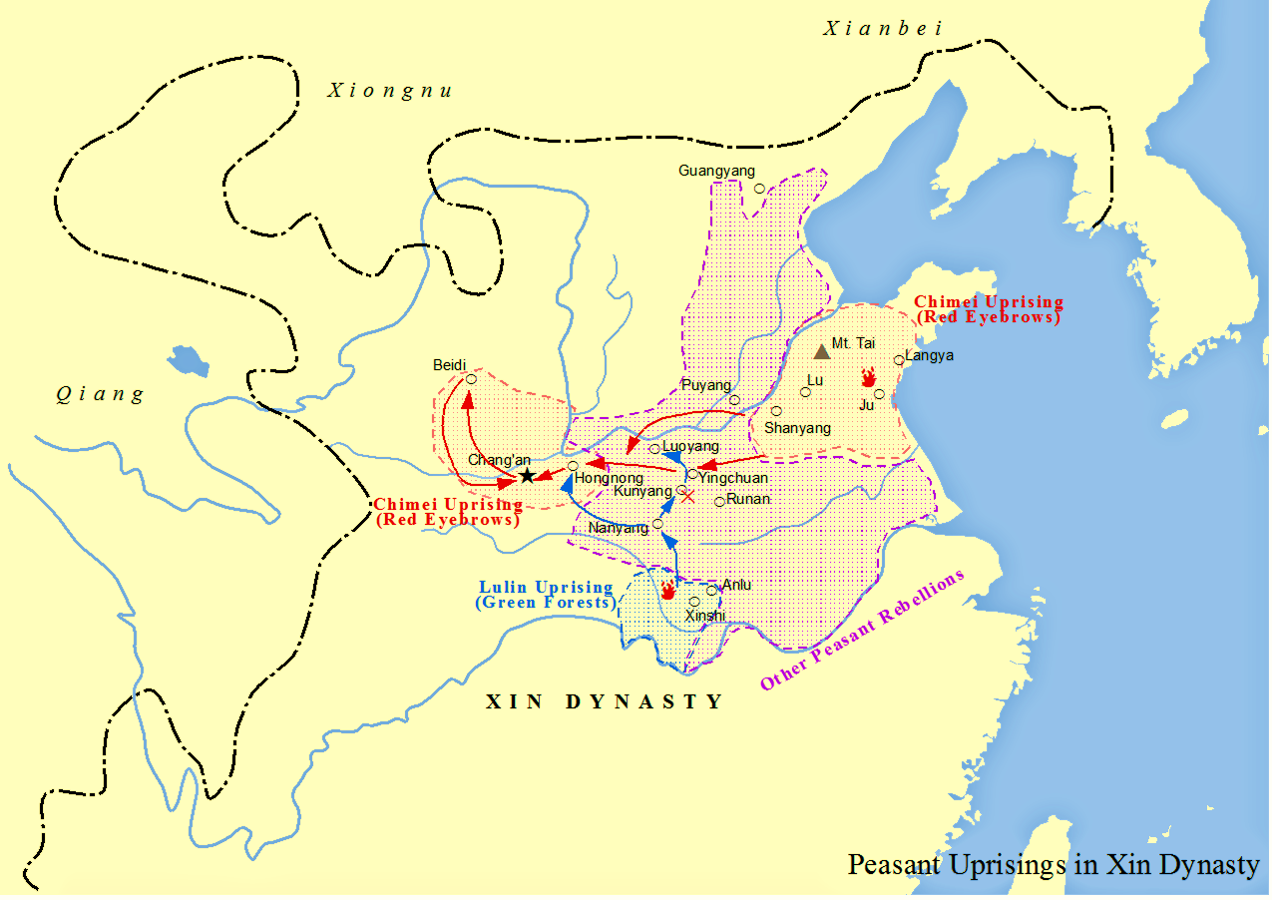
Mapa das Revoltas Camponesas durante a Dinastia Xin, incluindo a Rebelião de Lulin e a Rebelião dos Sobrancelhas Vermelhas

## Histórico
Por volta de 17 DC, devido a uma grande enchente do Rio Amarelo que afetou as regiões que, atualmente, pertencem à Província de Shandong e a parte norte da Província de Jiangsu, instalou-se um período de dificuldades econômicas, no qual, muitas pessoas se rebelaram.
Dentre os principais líderes desse movimento, destacaram-se:
1. Fan Chong, que, a partir de 18 DC, liderou uma rebelião nos condados de Ju e Langya (perto da atual região de Rizhao), na qual utilizou o Monte Tai como base e conseguiu reunir cerca de 10.000 homens. Em um segundo momento, fez uma aliança com outros líderes rebeldes, tais como: Pang An, Xu Xuan, Xie Lu e Yang Yin[3].
2. Mãe Lü, que, era mãe de um oficial menor no governo do condado de Haiqu (na atual Rizhao, Xantum), que foi acusado de um delito leve e executado pelo magistrado do condado. Para vingar-se, vendeu suas terras e usou o dinheiro para recrutar jovens pobres, que liderou para, em 17 DC, invadir a sede do condado e matar o magistrado que tinha executado o seu filho, mas, em 18 DC, ela morreria de uma doença. Após sua morte, a maioria dos seus seguidores se juntaria com Fan Chong, que seria o principal líder do movimento.

Em 19 DC, o Imperador Wang Mang (Dinastia Xin) aumentou os impostos, o que resultou em um fortalecimento dos movimentos rebeldes.
Em 22 DC, depois de diversas tentativas fracassadas para derrotar a rebelião, Wang Mang enviou os generais Wang Kuang e Lian Dan, com um exército de mais de 100.000 homens. Nessa época, os rebeldes começaram a pintar as sobrancelhas de vermelho como meio de distinguir amigos e inimigos no campo de batalha.
No inverno 22 DC, Wang e Lian tiveram alguns sucessos contra o líder rebelde Suolu Hui, capturando a cidade de Wuyan (localizada no território atualmente administrado por Tai'an, Shandong). Depois da vitória, em vez de permitir que suas forças descansassem, Wang decidiu atacar a fortaleza rebelde de Liang (localizada no território atualmente administrado por Shangqiu, Honã), juntamente com as forças de Lian. No entanto, os rebeldes contra atacaram e venceram a Batalha de Chengchang (no território atualmente administrado por Tai'an, Shandong).
Nessa época, a Dinastia Xin também enfrentava os rebeldes oriundo de Lulin, que, em 23 DC, cercaram Chang'an, capital da Dinastia Xin, induzindo uma revolta interna que matou o Imperador Wang Mang, pondo fim a Dinastia Xin. Com a rendição da cidade, o Imperador Gengshi (Liu Xuan), que tinha fortes ligações com os rebeldes oriundos de Lulin, assumiu o trono, encerrando a Dinastia Xin e restabelecendo a Dinastia Han.
Inicialmente, os Sobrancelhas Vermelha se submeteram a Liu Xuan, mas, na primavera de 25 DC, reuniram um exército de 300 mil homens que derrotou as forças de Liu Xuan. Com a rendição de Liu Xuan, os Sobrancelhas Vermelha nomearam Liu Penzi como novo Imperador, sem, no entanto, desfrutar de um poder real.
Nessa época, Guang Wudi (Liu Xiu), também havia se declarado como Imperador.
O regime instalado pelos "Sobrancelhas Vermelha" não conseguiu estabelecer paz social, pois suas tropas continuavam a promover saques em áreas que já haviam se submetido ao novo regime. Isso fez crescer uma grande insatisfação.
No outono de 26 DC, os "Sobrancelhas Vermelha" marcharam para o oeste, mas foram derrotadas quando atacaram o território controlado pelo senhor da guerra regional Wei Xiao. Nessa campanha, muitos soldados foram mortos por uma queda brusca das temperaturas.
No retorno à região de Chang'an, os "Sobrancelhas Vermelha" derrotaram forças leais a Liu Xiu. Apesar da vitória, se instalou uma grande fome na região, o que fez com que muitas tropas marchasse para o leste.
Na primavera de 27 DC, os "Sobrancelhas Vermelha" obtiveram uma grande vitória contra forças leais a Liu Xiu, em Hu (no território atualmente sob a administração de a moderna Sanmenxia, Honã. No entanto, um mês após essa vitória, seriam derrotados. As forças remanescentes se retiraram em direção à Yiyang, onde encontraram uma grande concentração de tropas leais à Liu Xiu. Nesse contexto, aceitaram uma rendição, que incluiu algumas concessões aos generais dos "Sobrancelhas Vermelha" e a Liu Penzi.